# Grupa Zincului
Grupa 12, prin nomenclatura IUPAC, este un grup de elemente chimice din tabelul periodic, ce include zincul (Zn), cadmiul (Cd) și mercurul (Hg). Includerea ulterioară a coperniciului (Cn) în grupa 12 este susținută  de experimente recente asupra atomilor individuali ai coperniciului. Grupa era denumită înainte IIB de CAS și vechea nomenclatură IUPAC.
Cele trei elemente ale grupei care apar natural sunt zincul, cadmiul și mercurul. Toate sunt utilizate intensiv în aplicații electrice și electronice, precum și în diverse aliaje. Primele 2 metale ale acestei grupe au proprietăți similare ca și metale solide, în condiții standarde. Mercurul este singurul metal lichid la temperatura camerei. În timp ce zincul este foarte important în biochimia organismelor vii, cadmiul si mercurul sunt extrem de toxice. Deoarece nu este întâlnit în natură, coperniciul este sintetizat în laborator. 